# Gideon Fell
Gideon Fell – stworzona przez Johna Dicksona Carra postać angielskiego detektywa amatora. Pojawia się w jego najważniejszych dziełach. Jest to jowialny, starszy mężczyzna, obdarzony tęgą budową ciała. Nosi wąsy, okulary, czarny kapelusz (tzw. shovel hat) oraz pelerynę. Pali fajkę i chodzi o dwóch laskach.

## Powieści z Gideonem Fellem
- Hag's Nook (1933)
- The Mad Hatter Mystery (1933)
- The Blind Barber (1934)
- The Eight of Swords (1934)
- Death-Watch (1935)
- The Hollow Man lub The Three Coffins (1935)
- The Arabian Nights Murder (1936)
- To Wake the Dead (1938)
- The Crooked Hinge (1938)
- The Black Spectacles lub The Problem of the Green Capsule (1939) – wyd. pol. Czarne okulary, LITERA 1990
- The Problem of the Wire Cage (1939)
- The Man Who Could Not Shudder (1940)
- The Case of the Constant Suicides (1941)
- Death Turns the Tables (1941) lub The Seat of the Scornful (1942)
- Till Death Do Us Part (1944)
- He Who Whispers (1946)
- The Sleeping Sphinx (1947)
- Below Suspicion (1949)
- The Dead Man's Knock (1958)
- In Spite of Thunder (1960)
- The House at Satan's Elbow (1965)
- Panic in Box C (1966)
- Dark of the Moon (1968)